# 16157 Toastmasters
16157 Toastmasters (2000 AS50) là một tiểu hành tinh vành đai chính được phát hiện ngày 5 tháng 1 năm 2000 bởi C. W. Juels ở Fountain Hills.